# 機場東涌專道
機場東涌專道（英語：Airport Tung Chung Link），是香港計劃中的一項工程，以無人駕駛巴士運輸系統連接大嶼山東涌東涌站外、航天城與港珠澳大橋香港口岸人工島，由地面道路、海上及陸上高架橋組成，全長約3.8公里，建成後東涌至航天城或港珠澳大橋需時8至10分鐘。工程於2024年4月26日刊憲，預計於2025年動工，最快2028年建成。